# Phare de Grosse Terre
Le Phare feu de Grosse Terre  est l'un des derniers grands feux construits en France sur la pointe du Grand Fort devenu le phare principal (les feux postérieur et antérieur ne servent plus qu'en feux d'alignement et non plus en feux d'horizon). Il a été construit en 1972.

## Description
Il n’y a pas d’allumage et extinction de la lampe mas l’éclat est produit par le passage de faisceaux tournants. L’optique est composée de panneaux formant autant de faisceaux que l’on désire (en général de 3 à 6). L’ensemble pivote sur une cuve à mercure à la vitesse désirée (1 à 2 tours par minute).

En Vendée, il existe des phares de ce type à la Tranche sur Mer, aux Sables d’Olonne et sur l’Ile d’Yeu.

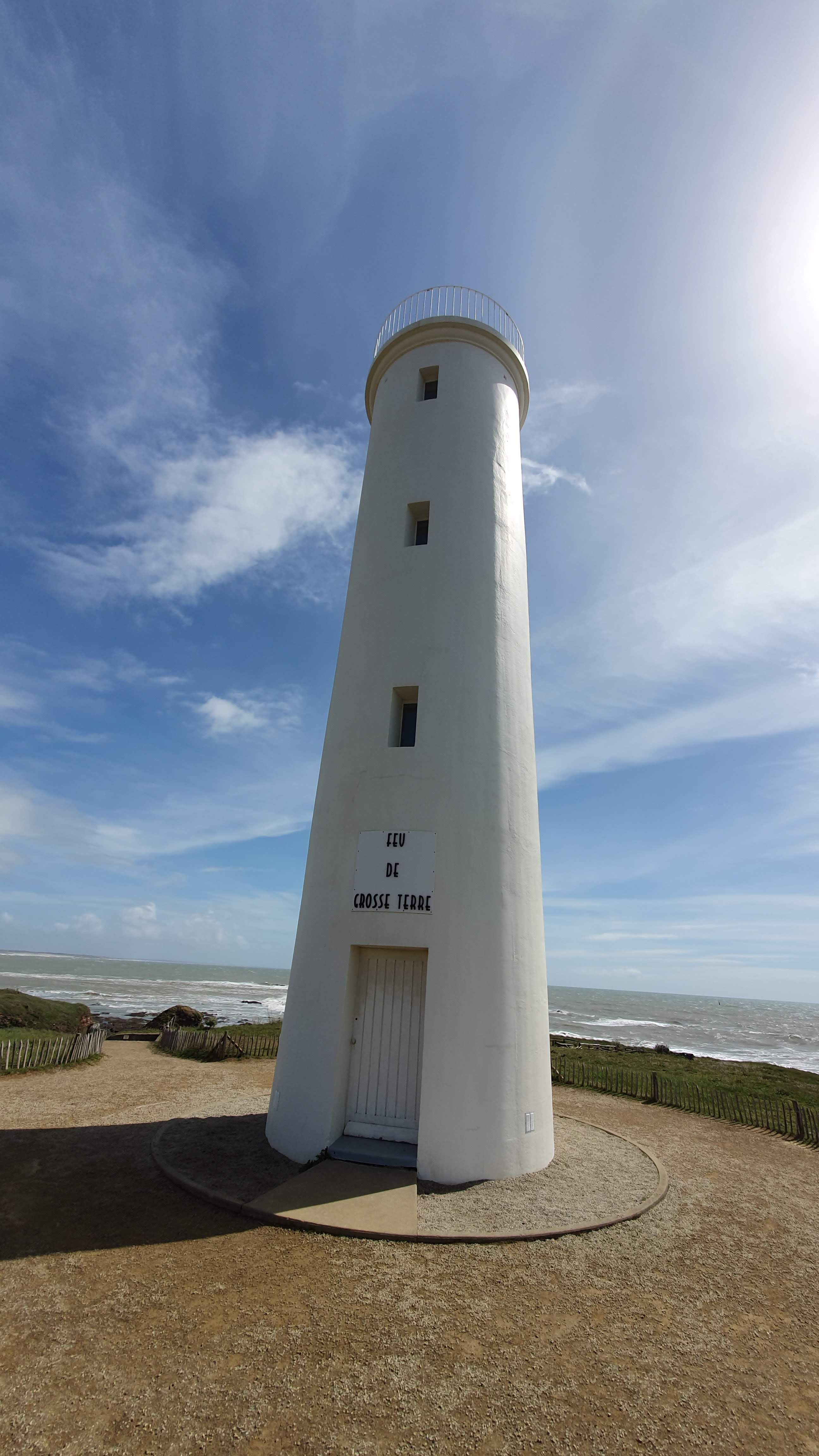